# Route nationale 167
Die Route nationale 167, kurz N 167 oder RN 167, war eine französische Nationalstraße.
Sie wurde 1824 zwischen Vannes und Lannion festgelegt und geht auf die Route impériale 187 zurück. Ihre Gesamtlänge betrug 141 Kilometer. 1973 wurde sie auf voller Länge abgestuft.